# Guesneau
Guesneau ist ein Ort im Quarter (Distrikt) Castries im Herzen des Inselstaates St. Lucia in der Karibik. 

## Geographie
Der Ort liegt am Osthang des Mount du Chazeau, mit seinen drei charakteristischen Gipfeln. Der Ort liegt im Hinterland der Hauptstadt Castries. Im Umkreis liegen die Orte Ti Rocher (W), Cacoa/Babonneau (Girard Cacoa) (O) und Forestiere (S).
Im Ort gibt es die Kirchen Guesneau Seventh Dasy Adventist Church und Guesneau Evangelical Church (ECWI).

## Klima
Nach dem Köppen-Geiger-System zeichnet sich Guesneau durch ein tropisches Klima mit der Kurzbezeichnung Af aus.